# Jonas Miliauskas
Jonas Miliauskas – litewski strzelec, medalista mistrzostw świata.

## Kariera
Podczas swojej kariery Jonas Miliauskas zdobył dwa medale na mistrzostwach świata. Na zawodach w 1939 roku został indywidualnym brązowym medalistą w pistolecie szybkostrzelnym z 25 m, przegrywając wyłącznie z Torstenem Ullmanem i Corneliusem van Oyenem. Wraz z drużyną został srebrnym medalistą (skład zespołu: Pranas Giedrimas, Antanas Jelenskas, Antanas Mažeika, Jonas Miliauskas, Vladas Nakutis).
W 1939 roku został dwukrotnym indywidualnym mistrzem Litwy w strzelaniu z pistoletu pneumatycznego z 25 m i brązowym medalistą w pistolecie szybkostrzelnym z 25 m (wersja olimpijska). Rok wcześniej zajął 3. miejsce w pistolecie pneumatycznym z 25 m podczas olimpiady narodowej.

## Wyniki

### Medale mistrzostw świata
Opracowano na podstawie materiałów źródłowych:
| Mistrzostwa  | Konkurencja                              | Wynik                           | Miejsce |
| ------------ | ---------------------------------------- | ------------------------------- | ------- |
| Lucerna 1939 | Pistolet szybkostrzelny, 25 m            | 54 pkt.                         | brąz    |
| Lucerna 1939 | Pistolet szybkostrzelny, 25 m, drużynowo | 268 pkt. (druż.) 54 pkt. (ind.) | srebro  |